# 多尔然斯科耶
47°51′30″N 39°45′17″E / 47.85833°N 39.75472°E

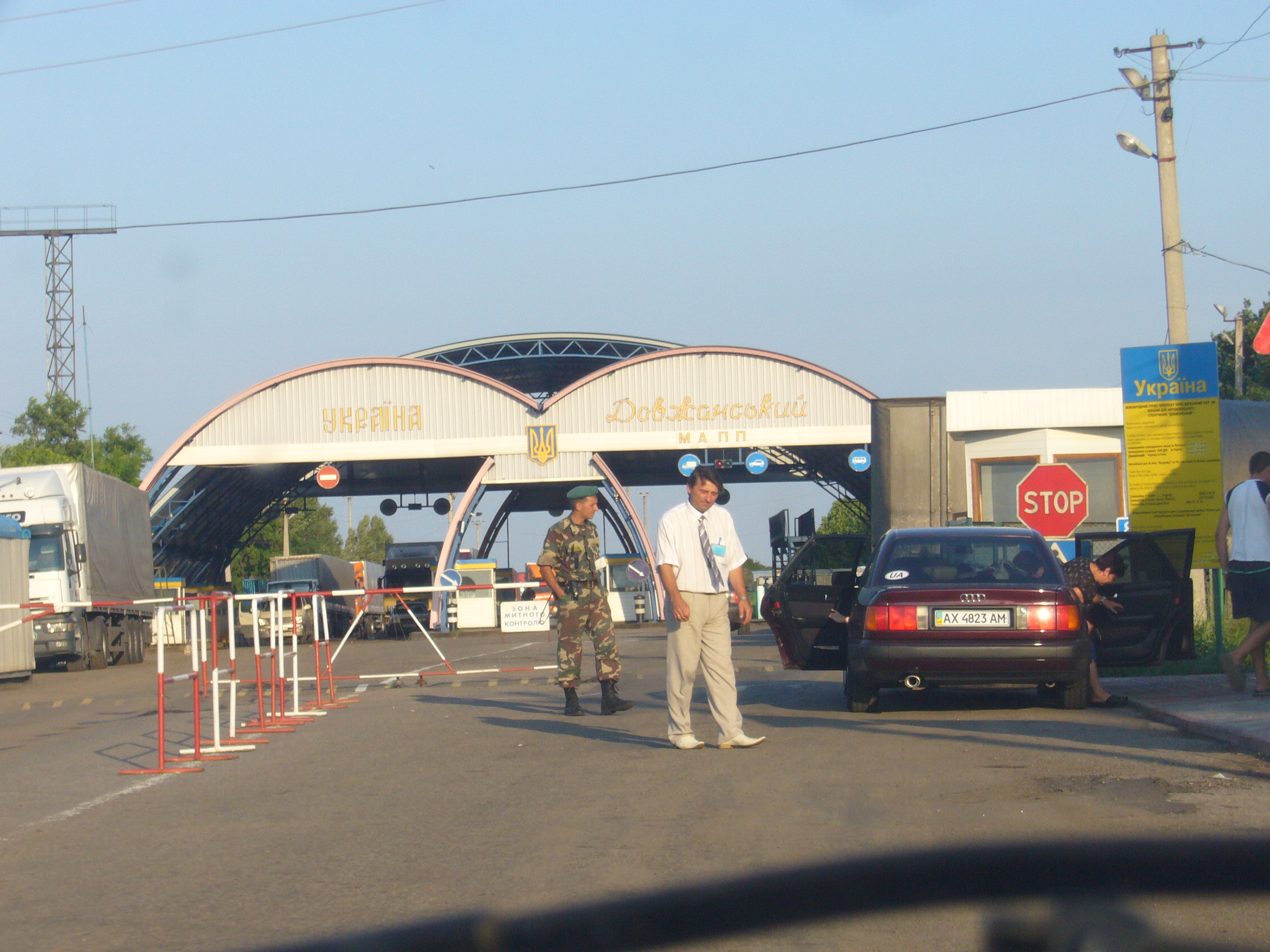
边境检查站

多尔然斯科耶（俄语：Должанское），或按乌克兰语译作多夫然斯凯（烏克蘭語：Довжанське），法理上是烏克蘭東部盧甘斯克州多夫然斯克区多夫然斯克市鎮的鄉村居民点。該地始建於1949年，面積3.89平方公里，海拔高度220米，2001年人口675。